# Scaevola arenaria
Scaevola arenaria är en tvåhjärtbladig växtart som beskrevs av Ernst Georg Pritzel. Scaevola arenaria ingår i släktet Scaevola och familjen Goodeniaceae. Inga underarter finns listade i Catalogue of Life.